# حمض الجلوتاميك
حمض الغلوتاميك هو حمض أميني من النوع ألفا يشبه حمض الأسبارتيك،  فسلسلته الجانبية تزيد على السلسلة الجانبية للأسبارتيك بمجموعة ميثيلين (-CH2-). و هو يصنف على أنه من الأحماض الأمينية سالبة الشحنة نظرا لاحتواء سلسلته الجانبية على شحنة سالبة على مجموعة الكربوكسيل. و الصيغة الجزيئية لحمض الغلوتاميك C5H9NO4.
في الطب والكيمياء الحيوية يسمى حمض الغلوتاميك غالبا جلوتامات، حيث أنه يوجد في الجسم مفككا. حمض الغلوتاميك هو جزيء  هام في البروتينات ؛ كما أن الجلوتامات في نفس الوقت  ناقل عصبي، هام للنظام العصبي في جسم الإنسان. في الصناعات الغذائية تضاف  حمض الغلوتاميك  للمأكولات في هيئة L-حمض الغلوتاميك  كالمضاف الغذائي (E 620) وبعض أملاح الجلوتامات كمقوية للطعم. وعلى الأخص في معلبات المواد الغذائية في آسيا وكذلك بكميات كبيرة في جبن الروكفور.